# Нежни убийства
„Нежни убийства“ е български игрален филм (драма) от 1991 година на режисьорите Любомир Христов и Валентин Недялков. Оператор е Михаил Михайлов.

## Актьорски състав
- Ели Скорчева – Жената
- Веселин Ранков – Мъжът
- Георги Стайков
- Стефка Илиева